# Metro de Harbin
El Metro de Harbin (xinès simplificat: 哈尔滨地铁, pinyin: Hā'ěrbīn Dìtiě) és un sistema de transport ferroviari metropolità de la ciutat xinesa de Harbin, capital de la província de Heilongjiang. Va iniciar el seu funcionament el 2013, amb una sola línia de 17.47 km de longitud i que comptava amb 17 parades. El sistema es troba en expansió.

## Història
La construcció d'un sistema de metro en Harbin va ser aprovat pel Consell d'Estat el 2005. La inversió inicial es va estimar en un cost de 643 milions de dòlars. El 2006, es va dur a terme una "Cerimònia d'Iniciació del Projecte de Prova del Metro de Harbin", que significà la implementació real del projecte de la Línia 1 de Harbin. Els constructors van fer ús d'un túnel de defensa aèria de 10.1 km, construït en la dècada del 1970 com a part de la defensa aèria civil "7381", i que ara forma part de la línia 1.
La construcció de la Línia 1 va començar per segona vegada el 29 de setembre de 2009, detenint-se posteriorment i reprenent-se al març de 2010. El març de 2011, es va signar el contracte de vagons per a la primera línia amb Changchun Railway Vehicles co. ltd. La data prevista per a l'obertura de la primera línia de 18 estacions es va establir a finals de 2012. Finalment va ser inaugurada el 26 de setembre de 2013. El 26 de gener de 2017, la Fase I de la Línia 3 es va posar en marxa.

## Línies
| Línia | Inauguració | Recorregut actual                                                   | Construcció | Construcció | Estacions | Longitud en km |
| Línia | Inauguració | Recorregut actual                                                   | Inici       | Extensió    | Estacions | Longitud en km |
| ----- | ----------- | ------------------------------------------------------------------- | ----------- | ----------- | --------- | -------------- |
|       | 2013        | Harbin East Railway Station - Xinjiang Street (Daowai) - (Pingfang) | 2013        | 2019        | 23        | 26.05          |
|       | 2017        | Harbinxizhan - Yidaeryuan (Nangang) - (Nangang)                     | 2017        | —           | 04        | 5.45           |

## Futures línies
Després de la Línia 1 (roja), s'obriran dos línies més: la Línia 2 (verd) d'est a nord-oest amb 17 estacions i la Línia 3 (taronja) amb 32 estacions. En la planificació a llarg termini, 5 línies amb una longitud total de 143 km podrien completar-se.
| Línia              | Secció           | Inauguració            | Recorregut                                          | Longitud en km | Estacions | Estatus        |
| ------------------ | ---------------- | ---------------------- | --------------------------------------------------- | -------------- | --------- | -------------- |
|                    | Fase 1           | 2020                   | Jiangbei University Town-Qixiangtai                 | 28.7           | 19        | En construcció |
|                    | Fase 2 (Sud-est) | 2021                   | Chengxianglu - Sport Park/ Yidaeryuan - Taipingqiao | 2.9+15.2       | 4+14      | En construcció |
| Fase 2 (Nord-oest) | 2023             | Taipingqiao-Sport Park | 13.7                                                | 11             |           | En construcció |